# Revolta de Belém (1823)
A Revolta de Belém (1823) foi uma rebelião contra o Reino de Portugal, como uma tentativa de proclamar a independência do Grão-Pará e integrá-lo ao Império Brasileiro.

## Contexto
Após Dom Pedro I proclamar a independência do Brasil de Portugal em 7 de setembro de 1822, várias províncias das regiões norte e nordeste do país inicialmente relutaram em se juntar ao novo Império Brasileiro. Entre essas províncias estava o Grão-Pará, onde permaneceram leais à coroa portuguesa, e a região ainda era controlada por autoridades alinhadas a Portugal.
No início de 1823, as tensões aumentaram quando surgiu um movimento para alinhar a província com o novo império. Um grupo de oficiais militares pró-independência, liderados por civis e oficiais, começou a planejar uma rebelião em Belém, a capital da província. O objetivo era tomar pontos-chave da cidade, declarar independência e jurar fidelidade a Dom Pedro I. Estes eram liderados por João Baptista Balbi, Domiciano Ernesto Dias Cardoso, José Mariano de Oliveira Bello, Boaventura Ferreira da Silva, Manoel Lourenço de Mattos, Domingos Gonçalves Marreiros e José Narciso da Costa Rocha. Apesar do sigilo em torno dos seus planos, as autoridades legalistas estavam cientes da potencial rebelião.
A revolta estava marcada para a manhã de 14 de abril. A facção pró-independência trabalhou para derrubar o controle português, embora estivesse em menor número em relação às forças legalistas. A junta assumiu o controle da imprensa local, transferindo-a para o jornal O Luso-Paraense, a fim de angariar apoio público para a independência. O sentimento geral era cada vez mais favorável à independência, mas a facção legalista e seus oficiais militares trabalharam para impedi-la.

## Rebelião
Na noite de 13 de abril de 1823, 100 revolucionários reuniram-se secretamente na residência de Balbi, em Belém, para preparar a rebelião. O plano era inicialmente secreto, mas logo foi descoberto pelo governador, que ordenou que seus oficiais permanecessem em seus quartéis. No entanto, os rebeldes conseguiram surpreender as forças legalistas ao amanhecer, tomando o controle do parque de artilharia da cidade. Antônio de Loureiro Barreto assumiu o comando das tropas rebeldes e conseguiu se infiltrar no complexo de artilharia fingindo ser coronel. Pegos de surpresa, os guardas permitiram que os rebeldes entrassem sem resistência.
Com fogos de artifício disparados para sinalizar a ocupação, os rebeldes deram continuidade ao seu plano. Boaventura liderou forças adicionais, reunindo soldados e civis que apoiavam a independência. Ao marcharem em direção ao Largo das Mercês, encontraram-se com aliados do 3º Regimento, liderado por José Narciso da Costa Rocha. Juntos, o grupo celebrou Dom Pedro I e declarou sua intenção de se juntar ao Império Brasileiro. Fortificaram-se no parque de artilharia, montando canhões para se defender de qualquer ataque.
O tenente-coronel José Antonio Nunes tentou resistir à ocupação disparando um canhão contra os rebeldes, matando um e ferindo outro. Os rebeldes retaliaram, disparando vários tiros que deixaram Nunes gravemente ferido, resultando em sua morte três dias depois.
No entanto, ao amanhecer de 14 de abril, a maré virou contra os rebeldes. As forças legalistas, lideradas pelo governador de armas José Maria de Moura e pelos coronéis João Pereira Villaça e Francisco José Rodrigues Barata, avançaram pela cidade. Ao se aproximarem, Boaventura ordenou que seus homens suspendessem o fogo, não querendo agravar a situação. Barata marchou para o Largo das Mercês, proclamando lealdade à Coroa Portuguesa e a Dom João VI. À medida que os legalistas se reagrupavam, os revolucionários foram finalmente cercados e, com seus líderes capturados, logo se renderam.

## Destino dos rebeldes
Após o fracasso, as autoridades portuguesas prenderam muitos rebeldes, mantendo-os na Fortaleza da Barra, em Belém. Outros, principalmente apoiadores civis, foram confinados na cadeia pública. Embora alguns tenham conseguido escapar, a maioria enfrentou prisão e, posteriormente, deportação.
Sob pressão do presidente do conselho provincial, Romualdo Antonio de Seixas, as autoridades decidiram, por fim, não aplicar a pena de morte aos rebeldes, temendo que represálias severas pudessem provocar novos distúrbios. Em vez disso, 271 rebeldes foram deportados para Lisboa, onde muitos sofreram com doenças e com as péssimas condições na prisão de São Julião. Dos deportados, apenas 171 sobreviveram à provação e retornaram ao Brasil.
Alguns, entre militares e civis, conseguiram escapar, escondendo-se na cidade de Muaná, na ilha de Marajó.

## Revolta de Muaná
As tensões no Grão-Pará continuaram. Em 28 de maio, os refugiados de Muaná uniram forças com o fazendeiro local José Pedro de Azevêdo, que, liderando um grupo de 200 homens, proclamou a independência do Brasil em nome de Dom Pedro I e, em seguida, tomou a aldeia.
Em resposta a esse movimento, o Major Francisco José Ribeiro foi enviado a Muaná. Após quatro horas de luta, conseguiu reprimir a revolta e prender muitos de seus participantes, incluindo Pedro de Azevêdo. Os presos foram levados para a Cadeia Pública, que exibia palmatórias e chicotes nas janelas, como símbolos de repressão.

## Rescaldo
Apesar da derrota dos rebeldes de Belém e Muaná, o cerco naval de Belém e Salinópolis, ocorrido em agosto de 1823, ao fim incorporou o Pará ao Brasil de jure em 15 de agosto de 1823. O Grão-Pará foi de facto incorporado ao Império do Brasil em outubro de 1823.